# フランシスコ・ブランティ
フランシスコ・ブランティ（Francisco Bulanti、1980年4月12日 - ）は、ウルグアイのラグビーユニオン指導者。

## プロフィール
- ウルグアイ出身[1]。
- ポジションはウィング(WTB)。
- 身長 178cm、体重 87kg
- 7人制ウルグアイ代表に選ばれたことがある。
- ウルグアイ代表キャップは24（2025年4月現在）でラグビーワールドカップ2015のウルグアイ代表に選ばれた[2]。

## 略歴
2013年、トレボールに加入。
2016年、現役引退して同年、7人制ウルグアイ代表のヘッドコーチに就任。